# André Nemec
André Nemec est un scénariste et producteur américain. Il collabore régulièrement avec Josh Appelbaum.

## Biographie
André Nemec décroche des petites rôles dans des séries télévisées et téléfilms. Il scénarise ensuite, avec Josh Appelbaum, des épisodes de plusieurs séries télévisées dès 1998 (Le Flic de Shanghaï, Profiler, Demain à la une, ...)
Il crée la série télévisée October Road, avec Josh Appelbaum et Scott Rosenberg, diffusée sur ABC entre mars 2007 et mars 2008.
Toujours avec Josh Appelbaum et Scott Rosenberg, il développe la série Happy Town, qui est diffusée sur ABC en 2010. Faute de succès, elle ne connaitra qu'une seule saison de 8 épisodes.
Il signe ensuite son premier scénario pour le cinéma avec Mission impossible : Protocole Fantôme, 4e opus de la saga Mission impossible. Quelque temps plus tard, il participe au scénario Ninja Turtles (Teenage Mutant Ninja Turtles, 2014, Jonathan Liebesman), 4e film adapté du comics Les Tortues ninja. Il écrit ensuite un autre « épisode 4 » d'une autre saga : Le Flic de Beverly Hills 4 de Brett Ratner, prévu pour 2016.
Avec la collaboration de Scott Rosenberg et de Josh Appelbaum, il a aussi créé la série télévisée Zoo, adaptée du roman de James Patterson, et comportant trois saisons ainsi que 39 épisodes.

## Filmographie

### Scénariste
- 1998 : Le Flic de Shanghaï (Martial Law) - Saison 1, épisode 6[2]
- 1999 : Profiler - Saison 3, épisode 14
- 1999-2000 : Demain à la une (Early Edition) - Saison 4, épisodes 6 et 12
- 2001-2002 : On the Road Again - Saison 1, épisodes 6, 12 et 15
- 2002 : The Chronicle - Saison 1, épisode 15
- 2002 : Spy Girls (She Spies) - Saison 1, épisodes 2 et 9
- 2002-2003 : Fastlane - Saison 1, épisodes 5, 8, 13 et 20
- 2003-2005 : Alias - Saison 3, épisodes 9, 12, 19 / saison 4, épisodes 8, 11, 22 / saison 5, épisode 9
- 2007-2008 : October Road - Saison 1
- 2008-2009 : Life on Mars - Saison 1 (adaptation de la série britannique pour la télévision américaine)
- 2010 : Happy Town (série télévisée) - Saison 1, 2 épisodes
- 2011 : Mission impossible : Protocole Fantôme (Mission: Impossible : Ghost Protocol) de Brad Bird
- 2014 : Ninja Turtles (Teenage Mutant Ninja Turtles) de Jonathan Liebesman
- 2016 : Ninja Turtles 2 (Teenage Mutant Ninja Turtles: Out of the Shadows) de Dave Green
- 2021 : Cowboy Bebop (série télévisée)
- 2025 : Heads of State d'Ilia Naïchouller

### Producteur
- 2002 : Spy Girls (She Spies) - Saison 1, épisodes 2 et 9[2]
- 2002-2003 : Fastlane - Saison 1
- 2003-2005 : Alias - Saisons 3 à 5 (supervising producer puis co-executive producer)
- 2007-2008 : October Road - Saison 1 (également créateur de la série)
- 2008 : Samurai Girl - Saison 1
- 2008-2009 : Life on Mars - Saison 1 (producteur délégué)
- 2010 : Happy Town (série télévisée) - Saison 1 (également créateur de la série)
- 2011 : Mission impossible : Protocole Fantôme (Mission: Impossible : Ghost Protocol) de Brad Bird
- 2014-en production : Star-Crossed (série télévisée) (producteur délégué)
- 2014 : Project Almanac de Dean Israelite
- 2021 : Sans aucun remords (Without Remorse) de Stefano Sollima
- 2021 : Cowboy Bebop (série télévisée)
- 2025 : Heads of State d'Ilia Naïchouller

### Acteur
- 1993 : Against the Grain - Saison 1, épisode 1 : Larry
- 1995 : University Hospital - Saison 1, épisode 2 : Tim Walker
- 1995 : The George Wendt Show - Saison 1, épisode 5 : Greg
- 1995 : Clerks.[3] (téléfilm) de Michael Lessac : Cliff
- 1997 : Loïs et Clark : Les Nouvelles Aventures de Superman (Lois & Clark: The New Adventures of Superman) - Saison 4, épisode 12! : Jerry White